# Бризар, Жером
Жером Бризар (фр. Jérôme Brisard; род. 24 марта 1986, Шатобриан) — французский футбольный судья. Судья ФИФА с 2018 года.

## Карьера
В 2015 году Бризар начал работать судьёй на матчах второй французской Лиги, а с 2017 года работал на футбольных поединках в Лиге 1 Франции. Свой первый матч в Лиге 1 Жером провёл 14 января 2017 года между «Монпелье» и «Дижоном».
В 2018 году был включен в список судей ФИФА. 17 февраля 2018 года судил матч Швейцарской Суперлиги между «Базелем» и «Санкт-Галленом».
Свой первый в Еврокубках УЕФА Бризар провёл 12 июля 2018 года, отработав на матче между албанским клубом «Партизани» и словенским клубом «Марибор», в первом квалификационном раунде Лиги Европы.
Свой первый международный матч среди сборных француз судил 15 ноября 2018 года товарищеский поединок между Израилем и Гватемалой.
31 июля 2020 года Бризар работал на финале Кубка лиги 2020 года между «Пари Сен-Жермен» и «Олимпик Лион».
21 апреля 2021 года Бризар был назначен работать видеопомощником рефери на матчах чемпионата Европы 2020 года, который прошёл в июне и июле 2021 года.
28 мая 2022 года Бризар в качестве судьи VAR был выбран для судейства финала Лиги чемпионов УЕФА 2021/2022 годов.
Жером Бризар участвовал в обмене судьями со Швейцарией в 2018 году и Грецией в 2023 году. В сезоне 2024/2025 годов Федеральная арбитражная комиссия признала его вторым лучшим футбольным судьёй Франции.